# Биссики, Димитри
Димитри Магнокеле Биссики (фр. Dimitri Magnokele Bissiki ; 17 марта 1991) — конголезский футболист, защитник «Леопардс» и сборной Конго.

## Карьера

### Клубная
Димитри с 2012 года выступает за лидеров клубного футбола в Конго, «Леопардс».
В составе клуба из Лубомо Биссики четыре раза подряд стал чемпионом страны. В 2012 году защитник в составе «Леопардс» выиграл Кубок Конфедерации КАФ 2012.

### В сборной
14 октября 2012 года Димитри дебютировал в составе сборной Конго в товарищеской встрече со сборной Саудовской Аравии.
В январе 2014 года тренер сборной, Клод Ле Руа, вызвал Биссики для выступления на Чемпионате африканских наций. На турнире защитник принял участие во всех трёх матчах своей команды.
8 января 2015 года Димитри был включён в окончательную заявку сборной на Кубок африканских наций 2015. В Экваториальной Гвинее Биссики отыграл три матча, дойдя до четвертьфинала первенства.

## Достижения
«Леопардс»
- Чемпион Республики Конго (4): 2012, 2013, 2014, 2015
- Обладатель Кубка Конфедераций КАФ (1): 2012